# Élections législatives de 1967 dans le Finistère
Les élections législatives françaises de 1967 se déroulent les 5 et 12 mars 1967. Dans le département du Finistère, huit députés sont à élire dans le cadre de huit circonscriptions.

## Élus
| Circonscription | Député sortant          | Parti | Parti | Député élu ou réélu   | Parti | Parti           |
| --------------- | ----------------------- | ----- | ----- | --------------------- | ----- | --------------- |
| 1re             | Roger Évrard            |       | UNR   | Edmond Michelet       |       | UD-Ve           |
| 2e              | Charles Le Goasguen     |       | UNR   | Georges Lombard       |       | CNIP            |
| 3e              | Gabriel de Poulpiquet   |       | UNR   | Gabriel de Poulpiquet |       | UD-Ve           |
| 4e              | François Tanguy-Prigent |       | PSU   | Roger Prat            |       | PSU (app. FGDS) |
| 5e              | Antoine Caill           |       | UNR   | Antoine Caill         |       | UD-Ve           |
| 6e              | Suzanne Ploux           |       | UNR   | Suzanne Ploux         |       | UD-Ve           |
| 7e              | Gabriel Miossec         |       | UNR   | Gabriel Miossec       |       | UD-Ve           |
| 8e              | Louis Orvoën            |       | MRP   | Louis Orvoën          |       | CD              |

## Mode de scrutin
L'élection se fait au scrutin uninominal majoritaire à deux tours. 
À la mi-novembre 1966 la loi électorale sur le seuil minimal à obtenir au premier tour pour passer au second change : il passe de 5 % des exprimés à 10 % des électeurs inscrits. 
Cela rend beaucoup plus difficile le maintien au scrutin de ballotage. Avec une participation de 80,92 % (moyenne nationale), il faut en réalité obtenir 12,36 % des suffrages exprimés pour pouvoir se maintenir.
Il faut réunir pour être élu au premier tour :
1. La majorité absolue des suffrages exprimés ;
2. Un nombre de suffrages égal au quart des électeurs inscrits.

Au deuxième tour la majorité relative suffit. En cas d'égalité c'est le plus âgé qui est élu.

## Résultats

### Résultats à l'échelle du département
| Parti                                                 | Parti                                                 | Parti                                          | Premier tour | Premier tour | Second tour | Second tour | Sièges |
| Parti                                                 | Parti                                                 | Parti                                          | Voix         | %            | Voix        | %           | Sièges |
| ----------------------------------------------------- | ----------------------------------------------------- | ---------------------------------------------- | ------------ | ------------ | ----------- | ----------- | ------ |
|                                                       |                                                       | Union des démocrates pour la Ve République     | 159 210      | 39,92        | 150 722     | 44,74       | 5      |
|                                                       | Divers droite (gaulliste)                             | 8 427                                          | 2,11         |              |             | 0           |        |
| Total Union des républicains de progrès               | Total Union des républicains de progrès               | 167 637                                        | 42,03        | 150 722      | 44,74       | 5           |        |
|                                                       |                                                       | Centre démocrate                               | 75 667       | 18,97        | 47 871      | 14,20       | 1      |
|                                                       | Centre national des indépendants et paysans           | 23 283                                         | 5,84         | 29 693       | 8,82        | 1           |        |
| Total Progrès et démocratie moderne                   | Total Progrès et démocratie moderne                   | 101 528                                        | 25,46        | 77 564       | 23,02       | 2           |        |
|                                                       | Parti communiste français                             | Parti communiste français                      | 72 597       | 18,20        | 85 332      | 25,33       | 0      |
|                                                       |                                                       | Section française de l'Internationale ouvrière | 29 750       | 7,46         | Retrait     | Retrait     | 0      |
|                                                       | Parti radical                                         | 5 165                                          | 1,30         |              |             | 0           |        |
| Total Fédération de la gauche démocrate et socialiste | Total Fédération de la gauche démocrate et socialiste | 34 915                                         | 8,75         | 0            |             |             |        |
|                                                       | Parti socialiste unifié                               | Parti socialiste unifié                        | 16 576       | 4,16         | 23 298      | 6,92        | 1      |
|                                                       | Modérés                                               | Modérés                                        | 5 576        | 1,40         |             |             | 0      |
|                                                       | Parti radical (hors FGDS)                             | Parti radical (hors FGDS)                      | 2 578        | 0,65         | 0           |             |        |
|                                                       |                                                       |                                                |              |              |             |             |        |
| Inscrits                                              | Inscrits                                              | Inscrits                                       | 487 013      | 100,00       | 429 153     | 100,00      | 8      |
| Abstentions                                           | Abstentions                                           | Abstentions                                    | 83 943       | 17,24        | 83 858      | 19,54       |        |
| Votants                                               | Votants                                               | Votants                                        | 403 070      | 82,76        | 345 295     | 80,46       |        |
| Blancs et nuls                                        | Blancs et nuls                                        | Blancs et nuls                                 | 4 241        | 1,05         | 8 379       | 2,43        |        |
| Exprimés                                              | Exprimés                                              | Exprimés                                       | 398 829      | 98,95        | 336 916     | 97,57       |        |

### Résultats par circonscription

#### Première circonscription (Quimper)
| Candidat                    | Candidat             | Parti                     | Premier tour | Premier tour | Second tour | Second tour |  |
| Candidat                    | Candidat             | Parti                     | Voix         | %            | Voix        | %           |  |
| --------------------------- | -------------------- | ------------------------- | ------------ | ------------ | ----------- | ----------- |  |
|                             | Edmond Michelet élu  | UD-Ve                     | 15 649       | 30,29        | 28 604      | 56,48       |  |
|                             | Jean-François Hamon  | PCF                       | 11 166       | 21,61        | 22 039      | 43,51       |  |
|                             | Robert Omnès         | CD (PDM)                  | 7 049        | 13,64        | Retrait     | Retrait     |  |
|                             | Alfred Salaün        | Radical (FGDS)            | 5 165        | 9,99         |             |             |  |
|                             | Roger Évrard sortant | diss. UD-Ve               | 4 288        | 8,30         |             |             |  |
|                             | Alain Le Dilosquer   | PSU                       | 4 199        | 8,13         |             |             |  |
|                             | Hervé Nader          | Divers droite (Gaulliste) | 4 139        | 8,01         |             |             |  |
|                             |                      |                           |              |              |             |             |  |
| Inscrits                    | Inscrits             | Inscrits                  | 63 208       | 100,00       | 63 198      | 100,00      |  |
| Abstentions                 | Abstentions          | Abstentions               | 10 761       | 17,02        | 10 387      | 16,44       |  |
| Votants                     | Votants              | Votants                   | 52 447       | 82,98        | 52 811      | 83,56       |  |
| Blancs et nuls              | Blancs et nuls       | Blancs et nuls            | 792          | 1,51         | 2 168       | 4,11        |  |
| Exprimés                    | Exprimés             | Exprimés                  | 51 655       | 98,49        | 50 643      | 95,89       |  |
| Source : Gallica et CEVIPOF |                      |                           |              |              |             |             |  |

#### Deuxième circonscription (Brest)
| Candidat           | Candidat            | Parti          | Premier tour | Premier tour | Second tour | Second tour |  |
| Candidat           | Candidat            | Parti          | Voix         | %            | Voix        | %           |  |
| ------------------ | ------------------- | -------------- | ------------ | ------------ | ----------- | ----------- |  |
|                    | Georges Lombard élu | CNIP (PDM)     | 23 283       | 35,12        | 29 693      | 45,01       |  |
|                    | Yves Drogou         | UD-Ve          | 21 797       | 32,88        | 24 227      | 36,72       |  |
|                    | Gabriel Paul        | PCF            | 11 942       | 18,01        | 12 053      | 18,27       |  |
|                    | Maurice Charreteur  | SFIO (FGDS)    | 5 861        | 8,84         |             |             |  |
|                    | Aimé Quellec        | Radical        | 2 578        | 3,89         |             |             |  |
|                    | Édouard Leclerc     | Modérés        | 837          | 1,26         |             |             |  |
|                    |                     |                |              |              |             |             |  |
| Inscrits           | Inscrits            | Inscrits       | 85 454       | 100,00       | 85 454      | 100,00      |  |
| Abstentions        | Abstentions         | Abstentions    | 18 709       | 21,89        | 19 134      | 22,39       |  |
| Votants            | Votants             | Votants        | 66 745       | 78,11        | 66 320      | 77,61       |  |
| Blancs et nuls     | Blancs et nuls      | Blancs et nuls | 447          | 0,67         | 347         | 0,52        |  |
| Exprimés           | Exprimés            | Exprimés       | 66 298       | 99,33        | 65 973      | 99,48       |  |
| Source : Data.gouv |                     |                |              |              |             |             |  |

#### Troisième circonscription (Landerneau)
|                    | Gabriel de Poulpiquet sortant réélu | UD-Ve          | 39 807 | 79,1   |  |  |  |
|                    | Yves Cam                            | PCF            | 5 488  | 10,9   |  |  |  |
|                    | Charles Minguy                      | CD (PDM)       | 5 031  | 10     |  |  |  |
|                    |                                     |                |        |        |  |  |  |
| Inscrits           | Inscrits                            | Inscrits       | 57 816 | 100,00 |  |  |  |
| Abstentions        | Abstentions                         | Abstentions    | 6 798  | 11,76  |  |  |  |
| Votants            | Votants                             | Votants        | 51 018 | 88,24  |  |  |  |
| Blancs et nuls     | Blancs et nuls                      | Blancs et nuls | 692    | 1,36   |  |  |  |
| Exprimés           | Exprimés                            | Exprimés       | 50 326 | 98,64  |  |  |  |
| Source : Data.gouv |                                     |                |        |        |  |  |  |

#### Quatrième circonscription (Morlaix)
| Candidat                      | Candidat        | Parti          | Premier tour | Premier tour | Second tour | Second tour |  |
| Candidat                      | Candidat        | Parti          | Voix         | %            | Voix        | %           |  |
| ----------------------------- | --------------- | -------------- | ------------ | ------------ | ----------- | ----------- |  |
|                               | Pierre Lelong   | UD-Ve          | 17 301       | 37,3         | 23 249      | 49,95       |  |
|                               | Roger Prat élu  | PSU            | 12 377       | 26,69        | 23 298      | 50,05       |  |
|                               | Alphonse Penven | PCF            | 9 045        | 19,5         | Retrait     | Retrait     |  |
|                               | André Colin     | CD (PDM)       | 7 658        | 16,51        | Retrait     | Retrait     |  |
|                               |                 |                |              |              |             |             |  |
| Inscrits                      | Inscrits        | Inscrits       | 55 588       | 100,00       | 55 583      | 100,00      |  |
| Abstentions                   | Abstentions     | Abstentions    | 8 748        | 15,74        | 8 329       | 14,98       |  |
| Votants                       | Votants         | Votants        | 46 840       | 84,26        | 47 254      | 85,02       |  |
| Blancs et nuls                | Blancs et nuls  | Blancs et nuls | 459          | 0,98         | 707         | 1,5         |  |
| Exprimés                      | Exprimés        | Exprimés       | 46 381       | 99,02        | 46 547      | 98,5        |  |
| Source : Data.gouv et CEVIPOF |                 |                |              |              |             |             |  |

#### Cinquième circonscription (Landivisiau)
| Candidat           | Candidat                    | Parti          | Premier tour | Premier tour | Second tour | Second tour |  |
| Candidat           | Candidat                    | Parti          | Voix         | %            | Voix        | %           |  |
| ------------------ | --------------------------- | -------------- | ------------ | ------------ | ----------- | ----------- |  |
|                    | Antoine Caill sortant réélu | UD-Ve          | 19 667       | 41,36        | 23 624      | 51,42       |  |
|                    | Yves Cabioch                | CD (PDM)       | 18 475       | 38,85        | 22 323      | 48,58       |  |
|                    | Victor Tanguy               | Modérés        | 4 739        | 9,97         |             |             |  |
|                    | André Clerc                 | PCF            | 4 671        | 9,82         |             |             |  |
|                    |                             |                |              |              |             |             |  |
| Inscrits           | Inscrits                    | Inscrits       | 56 399       | 100,00       | 56 392      | 100,00      |  |
| Abstentions        | Abstentions                 | Abstentions    | 8 306        | 14,73        | 9 480       | 16,81       |  |
| Votants            | Votants                     | Votants        | 48 093       | 85,27        | 46 912      | 83,19       |  |
| Blancs et nuls     | Blancs et nuls              | Blancs et nuls | 541          | 1,12         | 965         | 2,06        |  |
| Exprimés           | Exprimés                    | Exprimés       | 47 552       | 98,88        | 45 947      | 97,94       |  |
| Source : Data.gouv |                             |                |              |              |             |             |  |

#### Sixième circonscription (Châteaulin)
| Candidat           | Candidat                      | Parti          | Premier tour | Premier tour | Second tour | Second tour |  |
| Candidat           | Candidat                      | Parti          | Voix         | %            | Voix        | %           |  |
| ------------------ | ----------------------------- | -------------- | ------------ | ------------ | ----------- | ----------- |  |
|                    | Suzanne Ploux sortante réélue | UD-Ve          | 18 238       | 38,74        | 26 516      | 61,15       |  |
|                    | Édouard Le Jeune              | CD (PDM)       | 13 025       | 27,67        | Retrait     | Retrait     |  |
|                    | Louis Hémery                  | PCF            | 8 729        | 18,54        | 16 846      | 38,85       |  |
|                    | Hervé Mao                     | SFIO (FGDS)    | 7 085        | 15,05        | Retrait     | Retrait     |  |
|                    |                               |                |              |              |             |             |  |
| Inscrits           | Inscrits                      | Inscrits       | 57 105       | 100,00       | 57 100      | 100,00      |  |
| Abstentions        | Abstentions                   | Abstentions    | 9 752        | 17,08        | 11 986      | 20,99       |  |
| Votants            | Votants                       | Votants        | 47 353       | 82,92        | 45 114      | 79,01       |  |
| Blancs et nuls     | Blancs et nuls                | Blancs et nuls | 276          | 0,58         | 1 752       | 3,88        |  |
| Exprimés           | Exprimés                      | Exprimés       | 47 077       | 99,42        | 43 362      | 96,12       |  |
| Source : Data.gouv |                               |                |              |              |             |             |  |

#### Septième circonscription (Douarnenez)
| Candidat           | Candidat                      | Parti          | Premier tour | Premier tour | Second tour | Second tour |  |
| Candidat           | Candidat                      | Parti          | Voix         | %            | Voix        | %           |  |
| ------------------ | ----------------------------- | -------------- | ------------ | ------------ | ----------- | ----------- |  |
|                    | Gabriel Miossec sortant réélu | UD-Ve          | 16 721       | 40,54        | 24 502      | 64,08       |  |
|                    | Jean Sergent                  | CD (PDM)       | 9 016        | 21,86        | Retrait     | Retrait     |  |
|                    | Yves Kerrec                   | PCF            | 8 070        | 19,56        | 13 735      | 35,92       |  |
|                    | Charles Donnart               | SFIO (FGDS)    | 7 441        | 18,04        | Retrait     | Retrait     |  |
|                    |                               |                |              |              |             |             |  |
| Inscrits           | Inscrits                      | Inscrits       | 51 128       | 100,00       | 51 128      | 100,00      |  |
| Abstentions        | Abstentions                   | Abstentions    | 9 374        | 18,33        | 11 368      | 22,23       |  |
| Votants            | Votants                       | Votants        | 41 754       | 81,67        | 39 760      | 77,77       |  |
| Blancs et nuls     | Blancs et nuls                | Blancs et nuls | 506          | 1,21         | 1 523       | 3,83        |  |
| Exprimés           | Exprimés                      | Exprimés       | 41 248       | 98,79        | 38 237      | 96,17       |  |
| Source : Data.gouv |                               |                |              |              |             |             |  |

#### Huitième circonscription (Concarneau - Quimperlé)
| Candidat           | Candidat                   | Parti          | Premier tour | Premier tour | Second tour | Second tour |  |
| Candidat           | Candidat                   | Parti          | Voix         | %            | Voix        | %           |  |
| ------------------ | -------------------------- | -------------- | ------------ | ------------ | ----------- | ----------- |  |
|                    | Louis Orvoën sortant réélu | CD (PDM)       | 15 413       | 31,92        | 25 548      | 55,29       |  |
|                    | Paul Le Gall               | PCF            | 13 486       | 27,93        | 20 659      | 44,71       |  |
|                    | Gilbert Guyon              | UD-Ve          | 10 030       | 20,77        | Retrait     | Retrait     |  |
|                    | Pierre Boëdec              | SFIO (FGDS)    | 9 363        | 19,39        | Retrait     | Retrait     |  |
|                    |                            |                |              |              |             |             |  |
| Inscrits           | Inscrits                   | Inscrits       | 60 315       | 100,00       | 60 298      | 100,00      |  |
| Abstentions        | Abstentions                | Abstentions    | 11 495       | 19,06        | 13 174      | 21,85       |  |
| Votants            | Votants                    | Votants        | 48 820       | 80,94        | 47 124      | 78,15       |  |
| Blancs et nuls     | Blancs et nuls             | Blancs et nuls | 528          | 1,08         | 917         | 1,95        |  |
| Exprimés           | Exprimés                   | Exprimés       | 48 292       | 98,92        | 46 207      | 98,05       |  |
| Source : Data.gouv |                            |                |              |              |             |             |  |